# Bystra Polanka
Bystra Polanka – niewielka polana w polskich Tatrach Zachodnich. Znajduje się na wysokości około 1120 m, nieco powyżej Kuźnic, nad wschodnim brzegiem potoku Bystra. Na polanie tej Dolina Kasprowa odgałęzia się od Doliny Bystrej. Polanka ma również znaczenie orientacyjne, jest bowiem węzłem 7 dróg, w tym znakowany szlak turystyczny, nartostrady i nieznakowane ścieżynki.
Nazwę polanki wprowadził Władysław Cywiński w 13 tomie swojego przewodnika Tatry.

## Szlaki turystyczne
Kuźnice – Bystra Polanka – Myślenickie Turnie – Kasprowy Wierch. Czas przejścia: 2:45 h, 2:15 h
 nartostrada od Myślenickich Turni do dolnej stacji wyciągu w Kuźnicach
 nartostrada z Kalatówek